# Morgan megye (Colorado)
Morgan megye az Amerikai Egyesült Államokban, azon belül Colorado államban található. Megyeszékhelye Fort Morgan, mely egyben a legnagyobb városa is. Lakosainak száma 29 111 fő (2020. április 1.).

## Szomszédos megyék
- Logan megye (északkelet)
- Washington megye (kelet, délkelet)
- Adams megye (délnyugat)
- Weld megye (nyugat)

## Népesség
A megye népességének változása:
| Lakosok száma | 28 153 | 28 509 | 28 374 | 28 404 | 28 360 | 29 111 |
|               | 2010   | 2011   | 2012   | 2013   | 2015   | 2020   |